# Freddie Tuilagi
Fereti "Freddie" Tuilagi, nascut el 9 de juny 1971 a Apia (Samoa), és un jugador de rugbi a 15. És el germà gran Tuilagi, dels internacionals de Samoa Henry, Anitele'a i Alesana.
Que és de tres quarts centre i la mesura d'1,80 m per 102 kg. El setembre de 2005 va ser contractat per tres mesos amb el Castres Olympique com una resposta mèdica comodí per la lesió de José María Núñez Piossek. Va jugar vuit partits de lliga i quatre de Copa d'Europa de rugbi a 15.

## Carrera

### En Club
- Halifax RLFC (XIII) 1997-1999
- St-Helens (XIII) 1999-2000
- Leicester Tigers  Anglaterra 2000-2004
- Cardiff Blues  Gal·les  2004-2005
- Castres Olympique 2005